# غانثر هارتمان
غانثر هارتمان (بالألمانية: Gunther Hartmann)‏ هو عالم أدوية ألماني، ولد في 7 ديسمبر 1966 في لويتكيرش إم آلغوي في ألمانيا.